# Pseudoanthidium campulodonta
Pseudoanthidium campulodonta är en biart som först beskrevs av Wu 1990.  Pseudoanthidium campulodonta ingår i släktet Pseudoanthidium och familjen buksamlarbin. Inga underarter finns listade i Catalogue of Life.